# Friedrich Ludwig Middendorf
Friedrich Ludwig Middendorf (* 20. März 1842 in Bardenfleth; † 12. Februar 1903 in Berlin) war ein deutscher Maschinenbauingenieur, Schiffskonstrukteur und ab 1890 technischer Direktor der Germanischer Lloyd AG.

## Leben
Friedrich Ludwig Middendorf war der Sohn von Bernhard Dietrich Middendorf (1819–94), Schiffbaumeister und Eigentümer der Schiffswerft „Harmonie“ in Leer und seiner Ehefrau Gesine Fröhlich (1818–93) aus Bremen. Nach dem Schulbesuch absolvierte Middendorf eine dreijährige Lehre auf der väterlichen Werft in Leer sowie einige Seereisen. Anschließend studierte er drei Jahre Maschinenbau am Polytechnikum Hannover. Ab 1863 wirkte er als Ingenieur auf der Hamburger Reiherstiegwerft, wechselte aber schon 1865 als Betriebsingenieur zur Werft von C. Waltjen & Co. in Bremen. Bis 1890 arbeitete er dort als Oberingenieur und Prokurist. Er verantwortete in dieser Zeit die Konstruktion und den Bau sämtlicher Handelsschiffe sowie elf der 18 vorgesehenen Kanonenboote der Wespe-Klasse. Zu den Schiffsneubauten unter seiner Leitung gehören:
- Fürst Bismarck, Bark, Frachtsegler[1]
- Wacht, Aviso
- Jagd, Aviso
- Bremse, gepanzertes Kanonenboot
- Brummer, gepanzertes Kanonenboot
- Beowulf, Küstenpanzerschiff
- Frithjof, Küstenpanzerschiff

1890 übernahm Middendorf die Position des Technischen Direktors der Schiffsklassifikations-Gesellschaft Germanischer Lloyd in Berlin. Seinem Einsatz ist zu verdanken, dass der Germanische Lloyd nicht nur Statistiken führte, sondern klare Vorschriften in Sicherheitsfragen auf wissenschaftlicher Grundlage verlangte. Nach dem Untergang des Schnelldampfers Elbe in der Nordsee verfasste er die 1896 von der See-Berufsgenossenschaft herausgegebenen Vorschriften über Zahl und Bauart der wasserdichten Schotte. Die Kooperation mit der See-Berufsgenossenschaft wurde fortgesetzt und mündete in Vorschriften für die Festlegung einer Tiefladelinie, bei der es um die zulässige Beladung der Schiffe ging. 1903 führte er das Bugnetz ein.
Sein letztes Werk über die Bemastung und Takelung der Schiffe wurde zum Klassiker der Schiffbauliteratur.
Middendorf war über viele Jahre Vorsitzender des Berliner Bezirksvereins des VDI und Gründungsmitglied der Schiffbautechnischen Gesellschaft.

## Schriften
- Die Steuervorrichtungen der Seeschiffe, insbesondere der neueren großen Dampfer. In: Jahrbuch der Schiffbautechnischen Gesellschaft 1, 1900, S. 143–267.
- Widerstand der Schiffe und Ermittelung der Arbeitsleistung für Schiffsmaschinen. In: Jahrbuch der Schiffbautechnischen Gesellschaft 1, 1900, S. 355–85.
- Bemastung und Takelung der Schiffe, Springer, Berlin 1903, Nachdruck 1971 und Amsterdam 2005, ISBN 90-302-9654-2.